# Xinfeng, Shaoguan
Xinfeng, även romaniserat Sunfung eller Sinfeng, är ett härad i Shaoguans stad på prefekturnivå i provinsen Guangdong i sydöstra Kina.
Xinfeng är indelat i ett stadsdelsdistrikt och sex köpingar.
Stadsdelsdistrikt (jiedao):

- Fengcheng (丰城街道)

Köpingar (zhen):

- Huangqi (黄磜镇)
- Huilong (回龙镇)
- Matou (马头镇)
- Meikeng (梅坑镇)
- Shatian (沙田镇)
- Yaotian (遥田镇)